# Ольгино (Росташовское муниципальное образование)
О́льгино — село в Аркадакском районе Саратовской области России. Входит в состав Росташовского сельского поселения.

## Население
| 2010 |
| ---- |
| 60   |

## Улицы
В селе имеются две улицы: ул. Луговая и ул. Степная.